# 小行星9849
小行星9849（英語：9849）是一颗围绕太阳公转的小行星。1990年9月14日，亨利·E·霍爾特在帕洛马山发现了此天体。
这颗小行星的绝对星等为41.88639等。